# Davidova hvězda

Davidova hvězda

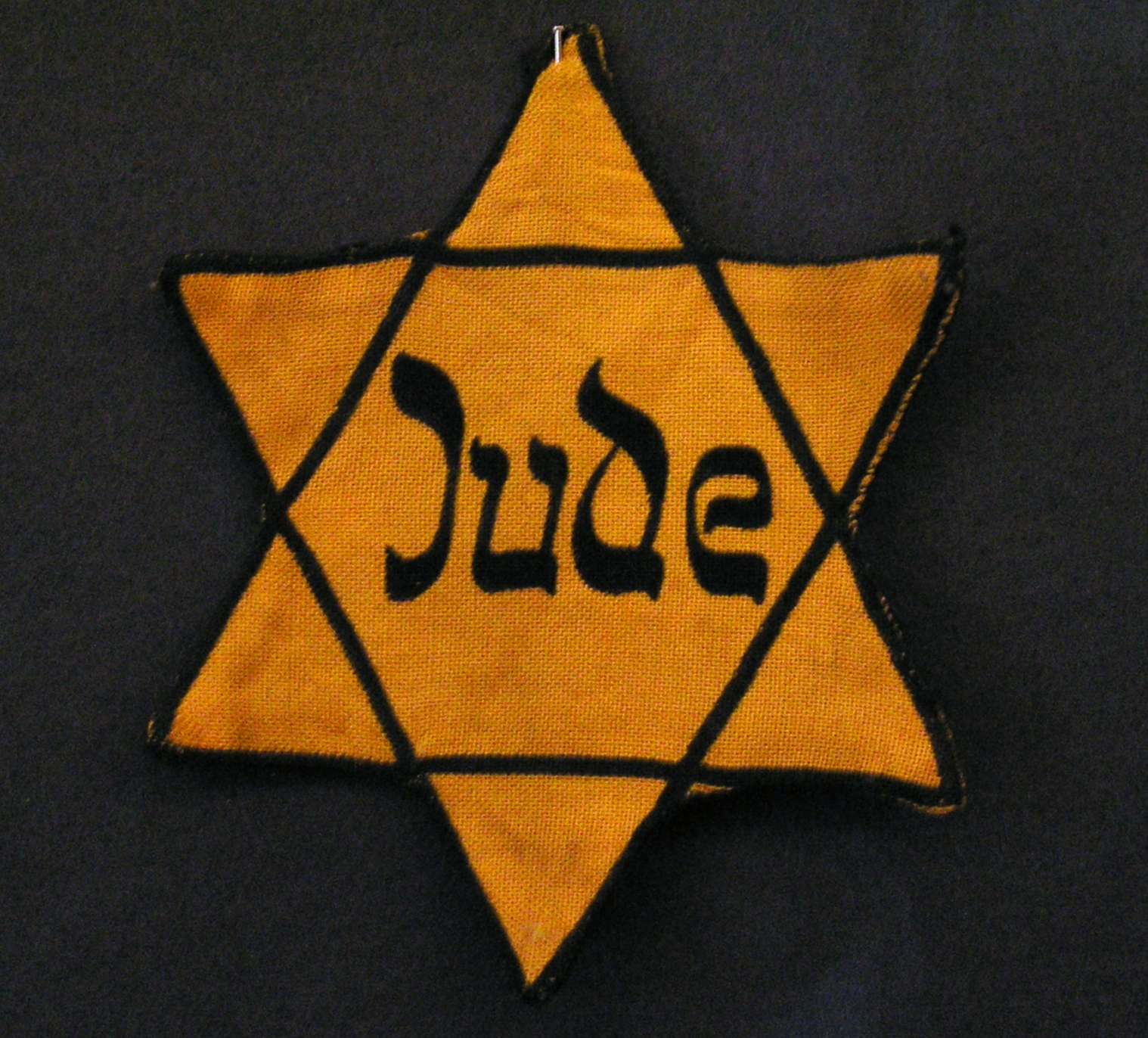
Davidova hvězda, kterou museli nosit Židé za druhé světové války viditelně našitou na svém oblečení

Davidova hvězda (hebrejsky מָגֵן דָּוִד, magen David, doslova „štít Davidův“) byla až do konce 17. století často ztotožňována s Šalamounovou pečetí a graficky byla zobrazována buď ve tvaru šesticípé, nebo pěticípé hvězdy. Teprve od počátku 18. století se definitivně prosadila diferenciace jazykového úzu, podle něhož pojem „pečeť Šalamounova“ označuje pouze pentagram, kdežto „Davidův štít“ hexagram. Od té doby je Davidova hvězda v podobě šesticípé hvězdy považována nejen za židovský symbol, ale též za symbol judaismu a také Státu Izrael, na jehož vlajce se vyskytuje. Symbol jako takový může znamenat rovnováhu ve vertikálním průniku dvou samostatných trojúhelníků.
V 30. letech 20. století byly v nacistickém Německu Davidovou hvězdou označovány všechny obchody, jejichž majitelé byli Židé. Postupně bylo Židům zakazováno nejdříve podnikat, účastnit se společenského života a nakonec i vstup např. do veřejných plováren, úřadů. Od 15. září 1941 museli všichni Židé v Němci okupovaných územích (např. také v Protektorátu) na veřejnosti nosit (našitý na oděvu) symbol žluté Davidovy hvězdy s nápisem Jude, jako symbol svého označení, zostuzení režimem.
Symbol šesticípé hvězdy, tvořené dvěma rovnostrannými trojúhelníky, byl znám již ve starém Egyptě. Hexagram je základním hermetickým symbolem života, popř. symbolem makrokosmu. Alchymisté jej používali pro znázornění principu odděluj a zhušťuj.
- Trojúhelník s vrcholem vzhůru značí oheň a mužskou energii.
- Trojúhelník opačně položený pak vodu a ženskou energii.
- Jejich základny symbolizují vzduch a zemi.

Užívání Davidovy hvězdy jako symbolu Židů má zřejmě původ v pražském židovském městě v 16. století, odkud se později rozšířilo do dalších evropských židovských komunit.

## Původ Davidovy hvězdy
Hexagram původně nebyl specificky židovským symbolem, ale obecně používaným (a nábožensky vykládaným) geometrickým obrazcem, podobně jako například pentagram, nebo svastika. V souvislosti s židy se Davidova hvězda poprvé objevuje na židovské pečeti ze 7. století před Kr., která byla objevena ve městě Sidon. Našla se i v několika synagogách z doby druhého Chrámu (515 před Kr. – 70 po Kr.). Tam však zřejmě plnila spíše funkci dekorativního motivu (v helénistické době jinak oblíbeného), než specificky židovského symbolu.
V židovském náboženském kontextu se Davidova hvězda poprvé objevuje na náhrobním kameni z jihoitalského města Taranto, který pochází asi z 3. století po Kr. V rabínské literatuře není vůbec zmiňována; první zmínka o ní se nachází ve spise karaity Jehuda Hadasiho Eškol ha-kofer, z poloviny 12. století. V kapitole 242 se uvádí: „mezuzu chrání sedm andělé, Michael, Gabriel atd.. (...) Hospodinovo jméno tě bude chránit. A také onen symbol, který se nazývá Davidův štít, (napsaný) při každém andělu a na konci mezuzy ...“ V raném středověku byla tedy Davidova hvězda používána – a nejen mezi Židy, ale i mezi křesťany a muslimy – jako talisman proti démonům. Začátkem 14. století ztotožnil David ben Jehuda he-Chasid, vnuk Rambana, ve svém komentáři k mystickému textu Zohar Davidovu hvězdu se symbolem, který používal na ochranu proti zlým duchům král David. Díky tomu se na ni nabalila další významová vrstva – král David je ztělesněním židovské nezávislosti a zároveň mesiášského očekávání.
Historik Alexandr Putík vyvrátil roku 1994 legendu, podle níž se Davidova hvězda, hebrejsky nazývaná Magen David neboli Davidův štít, jako znak židovské komunity objevila v Praze již v polovině 14. století. Legenda se do obecného povědomí rozšířila díky hojně čtené, avšak faktograficky sporné Hájkově kronice. Její autor Václav Hájek z Libočan uvádí, že císař Karel IV. udělil pražským židům roku 1357 červenou korouhev se štítem Davidovým a pečetí Šalomounovou. Takové udělení nelze doložit prameny. Alexandr Putík dokázal, že Davidův štít se v Praze poprvé objevil na praporci neseném roku 1490 v rámci oslav u příležitosti korunovace Vladislava Jagelonského uherským králem. Měl stejný tvar jako praporce cechovní a jeho veřejné nošení pravděpodobně schválil sám Jagelonec. Praporec byl uschován ve Staronové synagoze. V polovině 16. století doznala podoba znaku na praporci významné změny, když byl do Davidova štítu vložen židovský klobouk. Roku 1598 povolil císař Rudolf II. svému „dvornímu Židovi“ Mordechaji Maiselovi (1528-1601) na znamení zvláštní milosti zhotovení a užívání stejného praporce pro jeho soukromou synagogu. Oba praporce byly ze Staronové a Maiselovy synagogy vynášeny pouze při zvláštních příležitostech. Nosily se v průvodech na oslavu korunovačních obřadů, sňatků a narození dětí v panovnickém domě či při návštěvě císaře v Praze. Roku 1623 udělil císař Ferdinand II. pražské židovské obci právo používat pečeť. I pro pečeť byl zvolen Davidův štít a židovský klobouk. Stejné symboly lze nalézt na veřejných budovách, například na portálu Staronové synagogy a průčelí Židovské radnice. Od 17. věku se užívání Davidova štítu rozšířilo do židovských komunit celé Evropy, což Alexandr Putík připisuje mesiášskému významu tohoto symbolu.

Magen David Adom, červená Davidova hvězda je symbolem izraelské národní zdravotnické záchranné služby

## Magen David Adom
Magen David Adom (MDA) (hebrejsky: מגן דוד אדום, doslova Červený Davidův štít; také Červená Davidova hvězda) je izraelská národní zdravotnická záchranná služba (ZZS), která kromě záchranné služby zajišťuje také národní transfúzní službu a školení záchranářů, lékařů, zdravotnických záchranářů a laiků.